# Calle Soportales
La Calle Soportales (Rúa Soportais en gallego) es una calle de la ciudad española de Pontevedra situada en pleno centro histórico de la ciudad, entre la plaza de la Herrería y la plaza de Curros Enríquez.

## Origen del nombre
La calle toma su nombre de los Soportales que la conforman, un espacio arquitectónico cubierto típico en Pontevedra para resguardarse de la lluvia. Es el lugar donde mejor se conserva el conjunto de soportales tradicionales pontevedreses, que aún en el siglo XVIII permitían recorrer la ciudad bajo la protección de sus arcadas.

## Historia
La actual calle Soportales corresponde con el sector oriental de la antigua calle medieval de Trabancas que iba desde el ábside  de la antigua iglesia de San Bartolomé el Viejo (en el solar del actual Liceo Casino y Teatro Principal) hasta la puerta de Trabancas de la muralla  de la ciudad, en el actual inicio del paseo de Antonio Odriozola. La calle de Trabancas ya existía en 1330 y se mantuvo con esa denominación en los siglos posteriores hasta 1684.
La calle de Trabancas era una única calle continua que abarcaba las actuales calles Soportales y Manuel Quiroga, hasta que fue dividida en dos con la apertura de la calle Fernández Villaverde, con proyecto de 1882, para unir el centro histórico de Pontevedra con el ensanche de la ciudad.
Desde el siglo XVII, la calle Soportales se convirtió en un lugar preferido por la nobleza de Pontevedra para establecerse en la ciudad y disfrutar con mayor comodidad de las rentas del campo.
Desde la segunda mitad del siglo XIX la calle fue conocida como Travesía del Comercio  y en ella se instalaron algunos de los comercios más ilustres de la ciudad como La Moda Ideal en 1896, cuyo establecimiento en esa ubicación fue pasto de las llamas el 1 de febrero de 2016. Otro establecimiento emblemático en la mitad de la calle fue Ultramarinos Beledo, fundado por los primeros comerciantes llegados de Castilla que se instalaron en la ciudad.

## Descripción
La calle Soportales es una calle empedrada de 105 metros de longitud con un trazado mayormente recto en ligera pendiente sureste-noroeste en pleno centro histórico.
Tiene una anchura media de 4 metros y se encuentra delimitada en el noroeste por las calles Manuel Quiroga, Fernández Villaverde y la plaza de Curros Enríquez y en el sureste por el Paseo de Antonio Odriozola y la plaza de la Herrería. En el centro de la calle confluye por la derecha la calle San Sebastián. Por la calle Soportales transcurre el Camino de Santiago Portugués, coincidiendo con la antigua calzada romana, la Vía XIX.
Es una calle muy transitada y animada y llena de comercios tradicionales como A Moda Dabaixo, abierto en 1896. En la calle se ubicaron algunos de los establecimientos comerciales más conocidos y antiguos de la ciudad como el comercio de tejidos La Moda Ideal, fundado también en 1896.

## Edificios destacados
En la calle Soportales hay varios edificios del siglo XVII en el número 2 y número 6, del siglo XVIII en los números 5, 7 y 9 y del siglo XIX en los números 1, 3, 8, 13, 15 y 17.  El primer edificio desde la antigua puerta de Trabancas que tiene un escudo de armas (en el número 6) perteneció a Baltasar Ramón de Aldao.  Un poco más abajo se encuentra una casa de un solo piso, la única perteneciente al estilo barroco de placas en la ciudad.
En el número 11 de la calle, se halla una de las viviendas más antiguas de la ciudad, diseñada por Diego Gil y modificada en el siglo XIX. Esta casa destaca por su elevado soportal con arcos de medio punto. Perteneció al regidor Ares García de Rajoo, quien ordenó su construcción en la calle Trabancas en 1536, según se indica en una inscripción en caracteres góticos en la fachada:

Esta obra mandou facer o muito nobre senhor Ares García de Rajoo regidor desta villa. Era de mil quinhentos et trinta e seis anos.

## Galería de imágenes

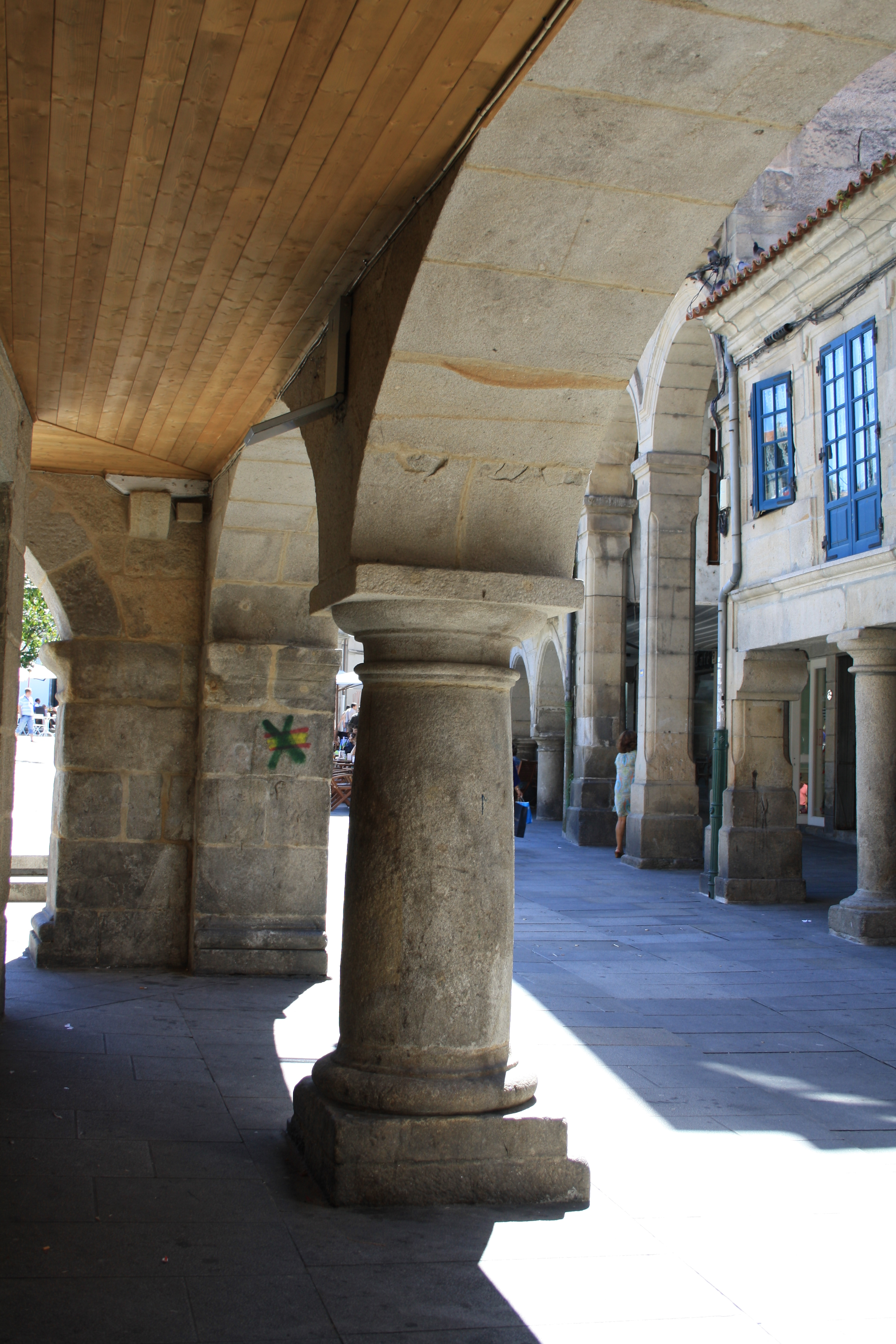
Detalle de los Soportales
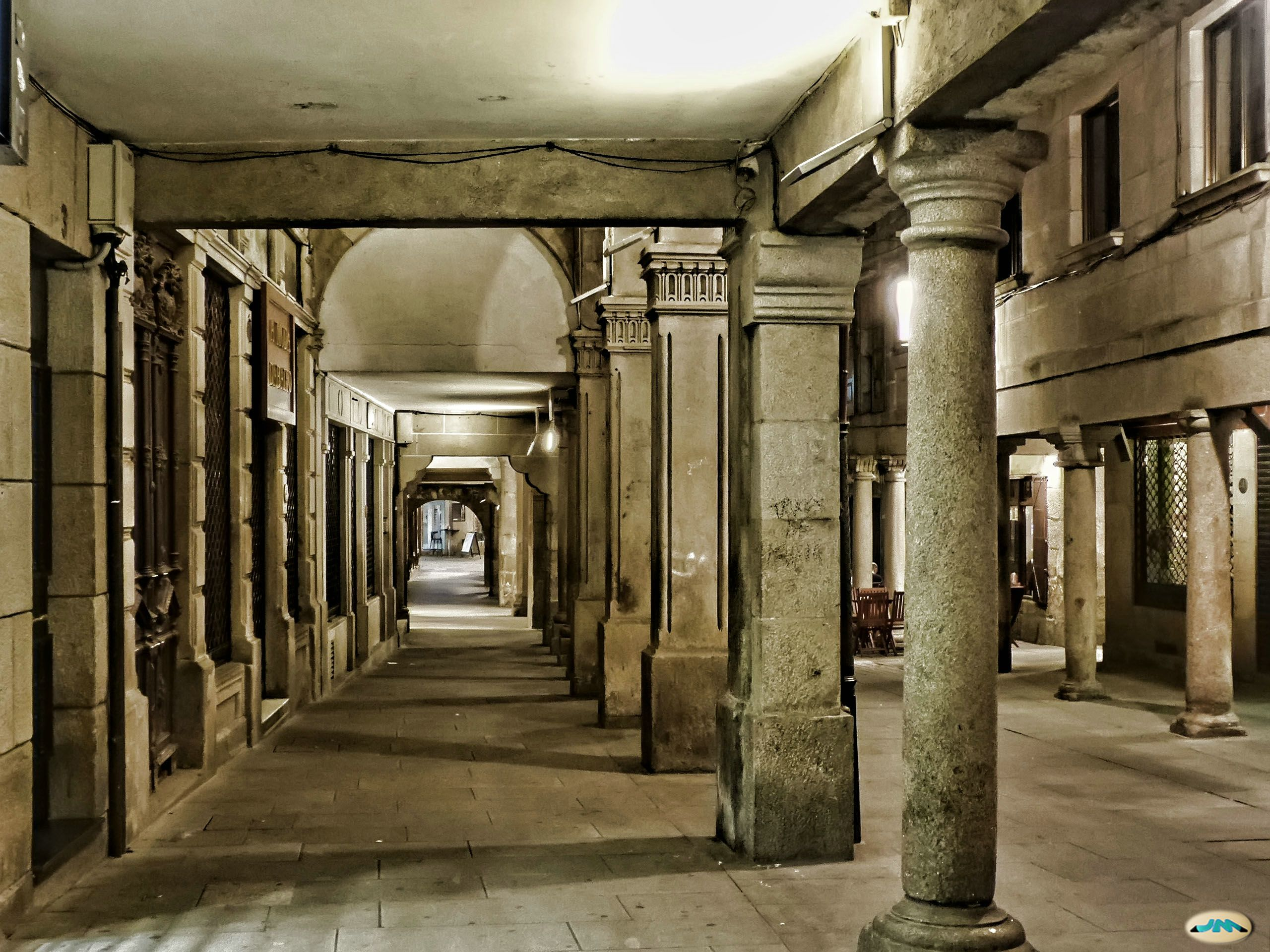
Los soportales de noche
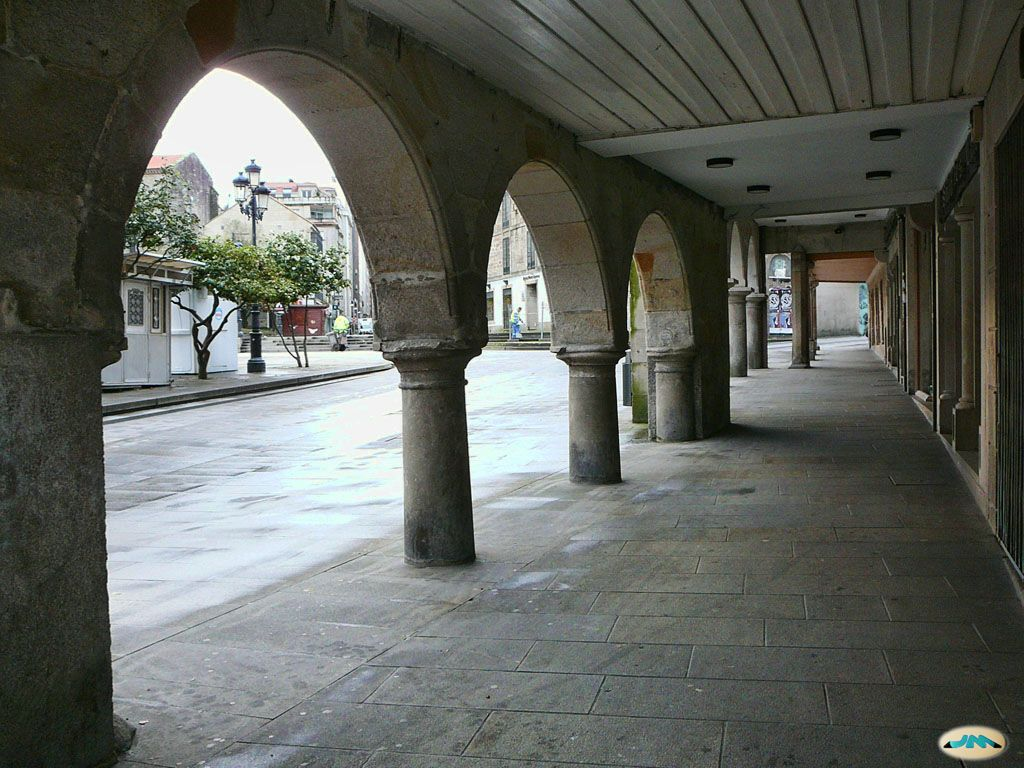
La calle Soportales en 2010
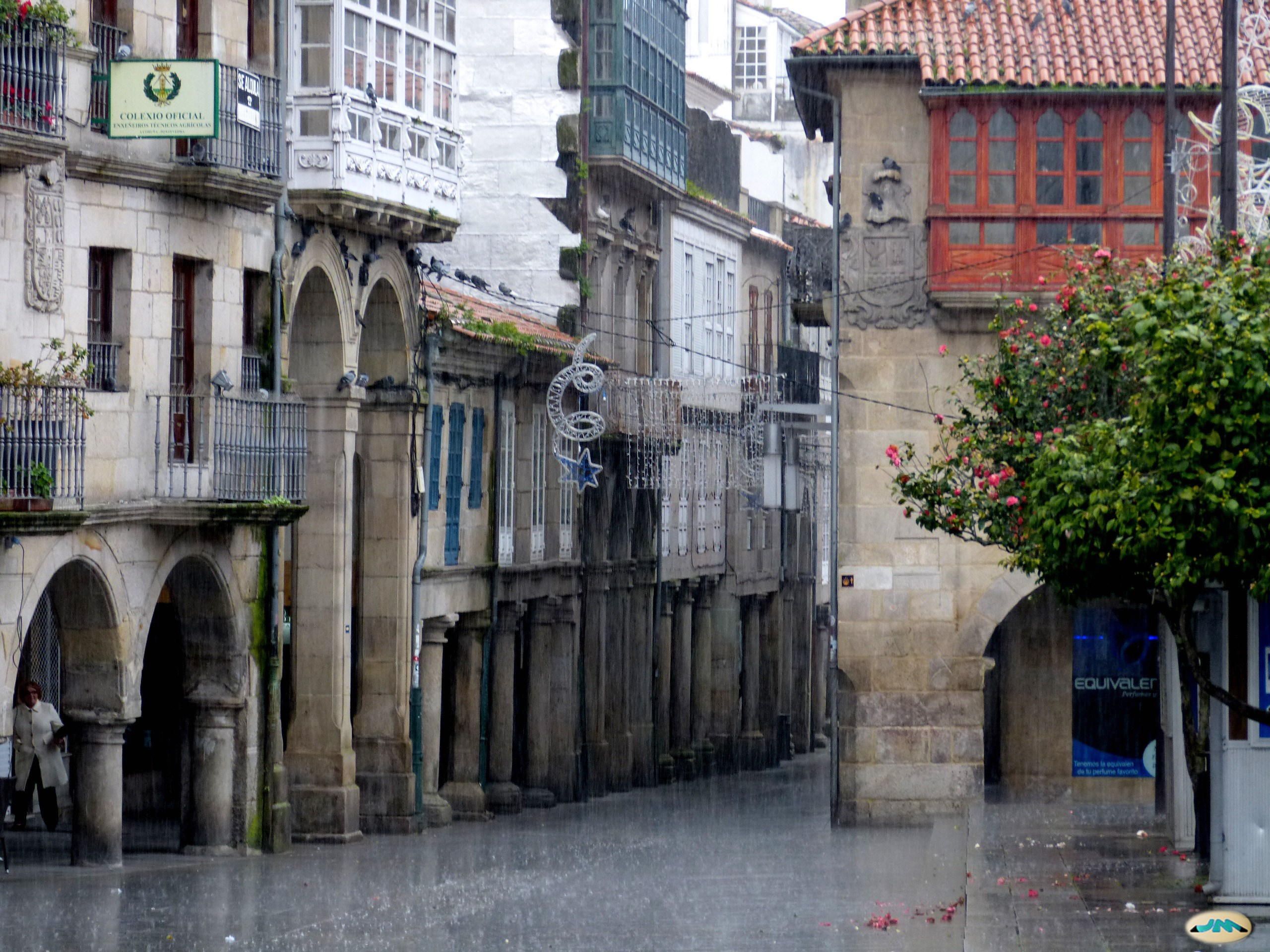
La calle Soportales en invierno